# Sidzinka (dopływ Bystrzanki)
Sidzinka – potok, lewy dopływ Bystrzanki o długości 7,97 km i powierzchni zlewni 8,88 km².
Źródła potoku znajdują się na wysokości około 1120 m w Paśmie Policy. Spływa doliną pomiędzy masywem Kiełka i grzbietu, który odgałęzia się od Policy w Paśmie Babiogórskim i poprzez Przełęcz Zubrzycką, Kieczurę i Groniczek opada w południowo-wschodnim kierunku, oddzielając zlewiska Morza Czarnego i Bałtyku. Początkowo Sidzinka płynie w południowo-wschodnim, potem północno-wschodnim kierunku i w na należącym do Sidziny przysiółku Trzopy uchodzi do Bystrzanki na wysokości około 570 m. Zlewnia Sidziny znajduje się w obrębie miejscowości Sidzina, i niemal całkowicie w mezoregionie Pogórze Orawsko-Jordanowskie (w regionalizacji fizycznogeograficznej Polski według Jerzego Kondrackiego jest to Beskid Orawsko-Podhalański), tylko najwyżej położone źródła są w Paśmie Policy.